# John Mercer
John Mercer, född den 21 februari 1791 i Great Harwood, Lancashire, England, död den 30 november 1866, var en engelsk kemist och tygtryckare.

## Biografi
Mercer hade aldrig gått i skolan, utan lärde sig grundläggande läsning och skrivning av sin granne. Han blev redan som 16-årig intresserad av teknik för färgning av textilier. Med hjälp av en lärobok i kemi lärde han sig grunderna i färgningsprocessen. Han fortsatte att experimentera, tills han upptäckte antimonorange. År 1844 utvecklade han merceriseringsprocessen för behandling av bomullsfiber, som förbättrar dess egenskaper för användning i tyger. Han valdes efter detta in till Royal Society, den Philosophocal Society och Chemical Society.
År 1862 blev han jurymedlem för den andra Great Exhibition, och en fredsdomare i Lancashire. Han höll också föreläsningar på Clayton le Moors och stödde de lokala anglikanska och metodistiska kyrkorna.
I 1861 års folkräkning registrerades han som en 70-åring "Chymist", som bor med sin son John och 12 andra på 29 Burlington Hotel. (Florence Nightingale bodde intill, på nr 30). Mercer dog hemma 1866 och begravdes i St Bartholemew kyrka. Medel för hans minne lämnades av hans yngsta dotter Maria och ett klocktorn avtäcktes i Great Harwood 1903, samt Mercer Hall. Mercers stuga vid Oakenshaw donerades för att bli ett museum och park.